# Ґуркі (Лосицький повіт)
Ґуркі (пол. Górki) — село в Польщі, у гміні Плятерув Лосицького повіту Мазовецького воєводства. Населення — 179 осіб (2011).

## Історія
За даними етнографічної експедиції 1869—1870 років під керівництвом Павла Чубинського, у селі переважно проживали римо-католики, меншою мірою — греко-католики, які здебільшого розмовляли українською мовою.
У 1975—1998 роках село належало до Білопідляського воєводства.

## Демографія
Демографічна структура станом на 31 березня 2011 року:
|          | Загалом | Допрацездатний вік | Працездатний вік | Постпрацездатний вік |
| -------- | ------- | ------------------ | ---------------- | -------------------- |
| Чоловіки | 88      | 19                 | 56               | 13                   |
| Жінки    | 91      | 14                 | 56               | 21                   |
| Разом    | 179     | 33                 | 112              | 34                   |